# Êlda Grin
Êlda Ašoti Grin (geboren 10. März 1928 in Tiflis, Transkaukasische Sozialistische Föderative Sowjetrepublik; gestorben 27. Oktober 2016 in Armenien) war eine armenische Psychologin und Professorin für Psychologie an der Staatlichen Universität Jerewan und Schriftstellerin. Ihr international bekanntestes Werk „Hände“ verfasste sie 1983. Es wurde in 35 Sprachen übersetzt.

## Biografie
Elda Grins Eltern stammten aus Tiflis, studierten allerdings an der Akademie für Bergbau in Moskau. Ihr Vater wurde Direktor eines Instituts – und im Jahr 1936 aus unbekannten Gründen ins Exil nach Armenien verbannt. 
Grin studierte zwischen 1943 und 1947 in der Abteilung für Fremdsprachen am Russischen Pädagogischen Institut. Ihre Dissertation verteidigte sie 1955, worauf sie als wissenschaftliche Mitarbeiterin an die Staatliche Universität Jerewan (YSU) ging.
2003 wurde sie dort Associate Professor für Psychologie und war dort auch als Expertin für Rechtsfragen tätig, nachdem sie die Forensische Psychologie in Armenien begründet hatte. Für ihre Lehr- und Forschungstätigkeit wurde sie durch die YSU mit einer Gold- und einer Silbermedaille ausgezeichnet.
Grin hat an mehr als einhundert wissenschaftlichen Arbeiten mitgewirkt und Beiträge zu mehreren Lehr- und Handbüchern geleistet. Sie nahm als forensische Gutachterin an Gerichtsverfahren teil und trat in dieser Rolle auch in der Öffentlichkeit auf.
Postum würdigten Kollegen der YSU bei einer Gedenkfeier im März 2018 zu ihrem 90. Geburtstag ihr Werk als „von großem Wert für Justiz und Psychologie“, da es nur wenig hochqualitative armenische Fachliteratur gäbe. Unter den Gästen war auch ihr Neffe, der ehemalige armenische Justizminister Davit Harutyunyan, der ebenfalls Psychologie studiert hat.

## Werk
Grin hat insgesamt acht Bücher mit Kurzgeschichten veröffentlicht, darunter
- A Night Sketch (1973)
- Mein Garten (My Garden, 1983)
- Wir wollen schön leben (We Want to Live Beautifully, 2000)
- Requiem (2002)
- Das Universum der Träume (Space of Dreams, 2004)

## Auszeichnungen
- 1947: Medaille „Für heldenmütige Arbeit im Großen Vaterländischen Krieg 1941–1945“[3]